# Nalgonda

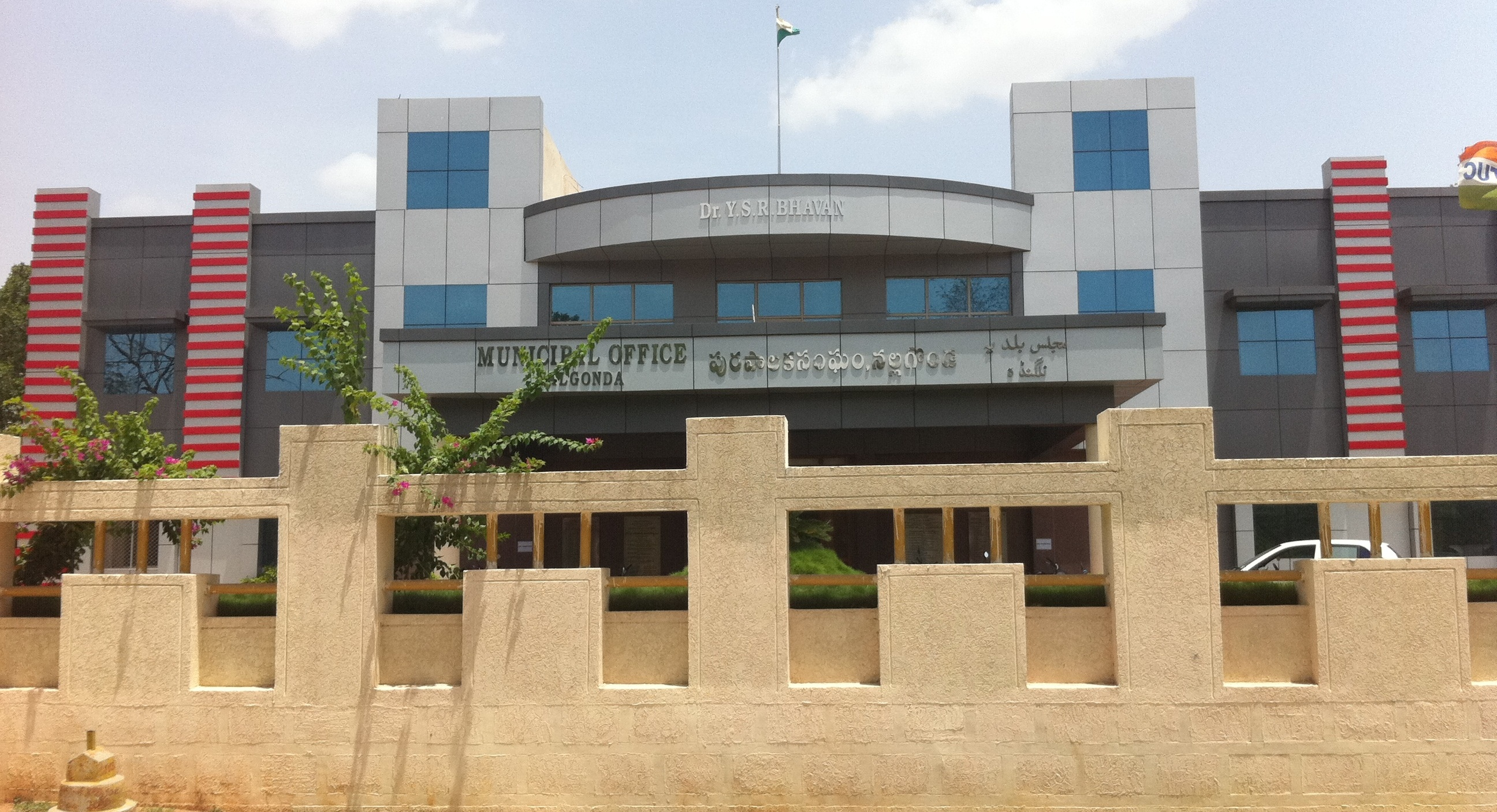
Kommunkontoret i Nalgonda.

Nalgonda (telugu: నల్గొండ/నల్లగొండ) är en stad i den indiska delstaten Telangana. Nalgonda är huvudort i distriktet Nalgonda. Folkmängden uppgick till 135 744 invånare vid folkräkningen 2011, med förorter 154 326 invånare.